# Alfred Burne
Alfred Higgins Burne (1886 – 1959) è stato un ufficiale e storico britannico. Introdusse il concetto della inherent military probability ("probabilità militare intrinseca"): nelle campagne del passato nelle quali esista un dubbio circa la reale azione intrapresa, Burne riteneva che le decisioni adottate al tempo sarebbero state le stesse che avrebbe preso un competente ufficiale di stato maggiore del XX secolo.

## Biografia
Burne fu educato al Winchester College e alla Royal Military Academy di Woolwich, prima di essere assegnato alla Royal Artillery nel 1906. Fu decorato col Distinguished Service Order nella prima guerra mondiale e, durante la Seconda, fu comandante della 121st Officer Cadet Training Unit. Si congedò dall'esercito come tenente colonnello.
Fu redattore militare per la Chambers's Encyclopaedia dal 1938 al 1957 e divenne un'autorità sul tema della guerra terrestre. Contribuì anche al Dictionary of National Biography di Oxford.
Burne visse a Kensington e i suoi funerali si tennero nella medesima località, alla St Mary Abbots.

## Inherent Military Probability
Burne introdusse il concetto di Inherent Military Probability (IMP) nello studio della storia militare. Egli stesso la descrisse così:
Più concisamente John Keegan definì l'IMP come «La risoluzione di un punto oscuro secondo una stima di ciò che un militare addestrato avrebbe fatto in tali circostanze».
L'approccio di Burne è stato oggetto di critiche in quanto il suo concetto di Inherent Military Probability pone il pensiero e la dottrina militare di oggi nelle menti dei monarchi medievali. Tuttavia ha il merito di confidare nell'intelligenza dei leader militari del Medioevo, spesso in grado di giungere alle medesime conclusioni degli ufficiali moderni, sebbene tramite differenti processi mentali.

## Opere
- Mesopotamia, The Last Phase (1936)
- Lee, Grant and Sherman (1938)
- The Art of War on Land (1944)
- The Noble Duke of York (1949)
- The Battlefields of England (1949)
- More Battlefields of England (1953)
- The Crecy War (1954)
- The Agincourt War (1956)
- A military history of the First Civil War (1642-1646) (con Peter Young, 1959)